# Виипери, Ривер
Ривер Виипери (полное имя: River Delfín Canomanuel Viiperi; род. 4 августа 1991, Ивиса, Испания) — испанский-финский манекенщик, один из самых востребованных моделей-мужчин нового поколения.

## Семья
Ривер родился на Ивисе, Испания. Его отец - испанец, а мать - финская модель Рийта Виипери (Riitta Viiperi), которая и ввела его в модельный бизнес. У него есть старшая сестра Луна.

## Карьера модели
Ривер начал карьеру модели в 18 лет и очень быстро стал популярным. Он снимался в рекламных кампаниях для American Eagle, Armani Exchange, Bershka, Calvin Klein, Gap, H&M, Ralph Lauren, Tommy Hilfiger и Versace и появлялся на страницах ведущих модных журналов, таких как GQ (испанское и японское издания), GQ Style (российское и китайское издания), V Magazine, V Man, Vogue Spain, Interview, L'Officiel Hommes (корейское и сингапурское издания), Attitude, ODDA Magazine, Reflex Homme, Hercules, Coitus Magazine и других.

Дебют на подиуме состоялся в 2010 году на показе Calvin Klein, который он открывал. С тех пор он принял участие в показах Versace, Dolce & Gabbana, Ralph Lauren, Philipp Plein, Emporio Armani, Dsquared2, Moschino, Jeremy Scott, DKNY и других топовых брендов.

## Личная жизнь
Ривер увлекается спортом (плавание, футбол), свободно разговаривает на трёх языках: испанском, финском и английском. C 2012 по июль 2014 встречался с Пэрис Хилтон. С 2016 до 2020 года встречался с Джессикой Гойкоэчеа,с которой жил в Барселоне.